# Sava (Tarente)
Sava is een gemeente in de Italiaanse provincie Tarente (regio Apulië) en telt 16.182 inwoners (31-12-2004). De oppervlakte bedraagt 44,1 km², de bevolkingsdichtheid is 367 inwoners per km².

## Demografie
Sava telt ongeveer 5585 huishoudens. Het aantal inwoners daalde in de periode 1991-2001 met 2,5% volgens cijfers uit de tienjaarlijkse volkstellingen van ISTAT.
| Jaar | Inwoneraantal |
| ---- | ------------- |
| 1991 | 16.579        |
| 2001 | 16.163        |

## Geografie
De gemeente ligt op ongeveer 107 m boven zeeniveau.
Sava grenst aan de volgende gemeenten: Fragagnano, Lizzano, Manduria, Maruggio, San Marzano di San Giuseppe, Torricella, Francavilla Fontana (BR).